# Христо Капитанчето
 Тази статия е за гъркоманския капитан.  За костурския български деец вижте Христо Капитанов (революционер).  За добруджанския вижте Христо Капитанов.
Христо Капитанчето (на гръцки: Χρήστος Καπετανόπουλος, Христос Капетанопулос) e гъркомански капитан на гръцка андартска чета в Източна Македония.

## Биография
Роден е в българското гъркоманско село Ветрен. Присъединява се към гръцката пропаганда и в 1903 година оглавява чета на организацията, съставена от местни гъркомани, с която се сражава до 1912 година с българските чети на Вътрешната македоно-одринска революционна организация.
Разбит е на 23 юли 1912 година в планината Кожух от четата на Ичко Димитров и загива в сражението.